# The Click Song
 (avril 2025).
La mise en forme du texte ne suit pas les recommandations de Wikipédia : il faut le « wikifier ».
Les points d'amélioration suivants sont les cas les plus fréquents :
- Les titres sont pré-formatés par le logiciel. Ils ne sont ni en capitales, ni en gras.
- Le texte ne doit pas être écrit en capitales (les noms de famille non plus), ni en gras, ni en italique, ni en « petit »…
- Le gras n'est utilisé que pour surligner le titre de l'article dans l'introduction, une seule fois.
- L'italique est rarement utilisé : mots en langue étrangère, titres d'œuvres, noms de bateaux, etc.
- Les citations ne sont pas en italique mais en corps de texte normal. Elles sont entourées par des guillemets français : « et ».
- Les listes à puces sont à éviter, des paragraphes rédigés étant largement préférés. Les tableaux sont à réserver à la présentation de données structurées (résultats, etc.).
- Les appels de note de bas de page (petits chiffres en exposant, introduits par l'outil «  Source ») sont à placer entre la fin de phrase et le point final[comme ça].
- Les liens internes (vers d'autres articles de Wikipédia) sont à choisir avec parcimonie. Créez des liens vers des articles approfondissant le sujet. Les termes génériques sans rapport avec le sujet sont à éviter, ainsi que les répétitions de liens vers un même terme.
- Les liens externes sont à placer uniquement dans une section « Liens externes », à la fin de l'article. Ces liens sont à choisir avec parcimonie suivant les règles définies. Si un lien sert de source à l'article, son insertion dans le texte est à faire par les notes de bas de page.
- La présentation des références doit suivre les conventions bibliographiques. Il est recommandé d'utiliser les modèles {{Ouvrage}}, {{Chapitre}}, {{Article}}, {{Lien web}} et/ou {{Bibliographie}}. Le mode d'édition visuel peut mettre en forme automatiquement les références.
- Insérer une infobox (cadre d'informations à droite) n'est pas obligatoire pour parachever la mise en page.

Pour une aide détaillée, merci de consulter Aide:Wikification.
Si vous pensez que ces points ont été résolus, vous pouvez retirer ce bandeau et améliorer la mise en forme d'un autre article.
« Qongqothwane » est une chanson traditionnelle du peuple Xhosa d'Afrique du Sud. Elle est chantée lors des mariages pour porter bonheur. Dans le monde occidental, elle est surtout connue sous le nom de « The Click Song » (La Chanson à Clics). Le titre xhosa signifie littéralement « scarabée qui cogne », un surnom courant pour plusieurs espèces de ténébrions qui produisent un son distinctif en tapant leur abdomen sur le sol. Ces scarabées sont considérés par les Xhosas comme porteurs de chance et de pluie.
La chanson est connue mondialement grâce à l'interprétation de la chanteuse sud-africaine Miriam Makeba (elle-même Xhosa). Dans sa discographie, la chanson apparaît sous plusieurs versions, à la fois sous le titre Qongqothwane et The Click Song. La chanson a été écrite et initialement interprétée par The Manhattan Brothers, qui l'ont rendue célèbre à travers l'Afrique. Miriam a été découverte par eux et a chanté avec eux dans les années 1940.
Plus d'informations sur la chanson se trouvent dans le livre de Makeba, The World of African Song (Chicago : Quadrangle Books, 1971), incluant cette traduction : « Le docteur de la route est le scarabée / Il est passé par ici / On dit que c'est le scarabée / Oh ! C'est le scarabée. »
Elle explique que la chanson est une chanson folklorique traditionnelle qui fait référence au scarabée qui produit des cliquetis et peut tourner le haut de son corps dans toutes les directions. Le scarabée est utilisé dans des jeux d'enfants pour indiquer le chemin de la maison, mais il a aussi une symbolique plus profonde, montrant la voie vers un avenir meilleur en temps de détresse. Dans sa biographie (p.86), elle mentionne l'avoir chantée au Village Vanguard Club de New York et la décrit comme une « chanson xhosa sur une mariée rêveuse »,,,.

## Paroles
Original
Igqirha lendlela nguqongqothwane
Sel' eqabel' egqith' apha nguqongqothwane
Transcription phonétique
[í.ᶢǃi̤.xa. lé.ⁿd̥ɮe̤.la. nɡ̊ǘ.ᵏǃʼó.ᵑǃo̤.tʰʷa.ne]
[se.l e.ᵏǃʼa.ɓe.l e.ᶢǃï.tʰ a.pʰa. nɡ̊ǘ.ᵏǃʼó.ᵑǃo̤.tʰʷa.ne]
Traduction
Un devin des chemins est le scarabée qui cogne,
Déjà il grimpe et passe par ici, c'est le scarabée qui cogne.

## Autres versions
Hugh Masekela a inclus la chanson dans son premier album Trumpet Africaine (1962).
Four Jacks and a Jill ont sorti une version de la chanson dans leur album de 1965, Jimmy Come Lately.
Cher a sorti une version de la chanson en tant que single principal de son album Backstage en 1968.
The Cool Crooners of Bulawayo incluent une version de la chanson dans leur album Isatilo (2003).